# Chiesa di Sant'Ambrogio (Ornica)
La chiesa di Sant'Ambrogio è la parrocchiale di Ornica in provincia e diocesi di Bergamo, e fa parte del vicariato di Branzi-Santa Brigida-San Martino oltre la Goggia. La chiesa conserva il polittico di Sant'Ambrogio di Cima da Conegliano e gli affreschi quattrocenteschi di Angelo Baschenis nel locale sagrestia.

## Storia
Una piccola cappella dedicata a sant'Ambrogio risulta presente già nel XIV secolo dipendente dalla pieve di Santa Brigida retta da un cappellano, che poteva celebrare, confessare e distribuire la comunione, ma non poteva celebrare i sacramenti del matrimonio, del battesimo e celebrare i funerale, funzioni che avrebbero permesso una certa autonomia economica, per questo la comunità chiese di essere smembrata ottenendo l'autonomia il 26 luglio 1456 con decreto dell'arcivescovo di Milano Gabriele Sforza, diventando parrocchia. L'atto fu rogato dal notaio e cancelliere dell'arcidiocesi Giovanni de Giunchi, I parrocchiani dovettero garantire un'offerta annuale di due ceri dal peso di una libbra piccola, doveva essere inoltre il parroco di Santa Brigida a presenziare alla festività patronale. Fu nominato con primo parroco di Ornica Ludovico Giuliani di Novare, come risulterebbe da una lettera inviata il 22 febbraio 1567 dell'arcivescovo di Milano san Carlo Borromeo, che aveva visitato la località il 23 ottobre 1566. Dagli atti si deduce che il cardinale aveva ordinato la posa del tabernacolo in legno dorato e il fonte battesimale.
Nel 1575 la chiesa fu visitata dal cardinale di Milano Federico Borromeo, venendo poi visitata nel 1582 ancora dal Borromeo e dal cardinale Federico Borromeo nel 1611, la chiesa infatti era inserita nell'arcidiocesi milanese. à
L'ammodernamento e la ricostruzione della chiesa furono eseguiti per volontà di don Giacomo Pesenti con inizio nel 1689. Il sacerdote fece dono di tutto il suo patrimonio. Il nuovo edificio fu iniziato nel 1706 su disegno dell'architetto Antonio Bergio. I lavori richiesero molto tempo e la chiesa fu terminata nel 1712 e consacrata il 3 giugno 1754 dal cardinale Giuseppe Pozzobonelli che ne conservò il rito ambrosiano.
Il passaggio dall'arcidiocesi di Milano alla diocesi orobica richiese permessi che necessitarono di un triennio. Il primo passaggio fu l'autorizzata delle autorità civili cittadine del 1784. Intervenne poi la sacra Congregazione Concistoriale, e in ultimo la bolla pontificia con atto del 13 novembre 1786, la quale concesse l'autorizzazione conclusiva. Da quella data la chiesa di Santa Margherita vergine e martire posta sul comune di Mezzoldo inserita nella pieve Primaluna di Milano passò all'autorità episcopale di Bergamo, in forma definitiva nel 1787. Risulta inserita nella vicaria di Santa Brigida come “vicaria ambrosiana della Valle di Averara e di Valtorta”. Il passaggio avvenne mentre sedeva al soglio vescovile di Bergamo il veneziano Giovanni Paolo Dolfin.

## Descrizione

### Esterno
L'edificio di culto dal classico orientamento liturgico è anticipato dal sagrato con pavimentazione in lastre di pietra. La facciata intonacata è tripartita da lesene terminanti con cornicione e dal timpano triangolare. Alla chiesa si accede dal portale in pietra completo di timpano curvo e spezzato. Nella parte superiore vi è la finestra rettangolare atta a illuminare l'aula.
L'antica parte absidale a pianta poligonale, con la costruzione della muova aula settecentesca fu adibita a sagrestia e conserva gli antichi affreschi opera di Angelo Baschenis della famiglia Baschenis di Averara datati 1485.

### Interno
L'interno della chiesa a navata unica si sviluppa in tre campate divise da lesene complete di capitelli d'ordine corinzio che reggono la trabeazione e il cornicione da dove parte la volta a crociera. Il fonte battesimale è posto nella seconda campata a sinistra. La zona presbiteriale è accessibile da tre gradini e presenta la copertura da volta a botte che termina con la parte del coro.
L'aula conserva il polittico di Cima da Conegliano detto polittico di Ornica.